# Hermann Steidle (Jurist)
Hermann Adolf Steidle (* 14. April 1878 in Heilbronn; † 23. Januar 1962 in Stuttgart) war ein deutscher Jurist und Gerichtspräsident.

## Biografie
Nach dem Besuch des Karls-Gymnasiums Heilbronn studierte Steidle von 1896 bis 1901 Rechtswissenschaft an der Universität Tübingen. Dort promovierte er 1903 bei Prof. Otto Geib mit einer Dissertation über das Rücktrittsrecht des Gläubigers bei nicht rechtzeitiger Leistung des Schuldners. Während des Studiums wurde er Mitglied der Verbindung Normannia Tübingen.
Nach dem Abschluss seines Studiums trat Steidle in den württembergischen Justizdienst ein, zunächst in verschiedenen Verwendungen. Von 1910 bis 1916 war er Amtsrichter in Stuttgart, anschließend bis 1921 Landrichter. Während des Ersten Weltkriegs wurde er mehrfach ausgezeichnet, unter anderem mit dem Eisernen Kreuz II. Klasse, dem Württembergischen Friedrichs-Orden I. Klasse mit Schwertern und dem Bayerischen Militärverdienstorden IV. Klasse mit Krone und Schwertern.
1921 wurde Steidle zum Landgerichtsrat ernannt und übernahm zugleich Tätigkeiten als Lehrer am Notariatslehrgang sowie als Mitglied der Prüfungskommission für den mittleren Justizdienst. 1925 bis 1946 war er Lehrbeauftragter an der Technischen Hochschule Stuttgart, ab 1943 mit dem Titel Honorarprofessor. 1928 erfolgte die Ernennung zum Oberlandesgerichtsrat.
Nach dem Zweiten Weltkrieg wurde Steidle am 10. September 1945 von der amerikanischen Militärregierung zum Präsidenten des Landgerichts Stuttgart ernannt. Bereits im Dezember 1945 wurde er Präsident des Oberlandesgerichts Stuttgart. Diese Funktion übte er bis 1949 aus. Parallel war er 1946–1949 Präsident des Staatsgerichtshofs von Württemberg-Baden und Vorsitzender der Prüfungskommission für die zweite juristische Staatsprüfung. Im Jahr 1946 war er zudem Mitherausgeber der „Süddeutschen Juristenzeitung“.
Steidle trat am 1. Dezember 1949 in den Ruhestand und blieb durch zahlreiche Veröffentlichungen und Tätigkeiten in Erinnerung. Im Januar 1962 verstarb Hermann Steidle in Stuttgart.

## Familie
Hermann Steidle war evangelisch und seit 1913 mit Marie Heimsch verheiratet. Aus der Ehe gingen zwei Kinder hervor.

## Ehrungen
- 1914–1919: Bayerischer Militärverdienstorden (IV. Klasse mit Krone und Schwertern)[2]
- 1914–1919: Württembergischer Friedrichs-Orden (Ritter I. Klasse mit Schwertern)[2]
- 1914–1919: Eisernes Kreuz II. Klasse[2]
- 1952: Großes Verdienstkreuz der Bundesrepublik Deutschland[2]